# Tenkara

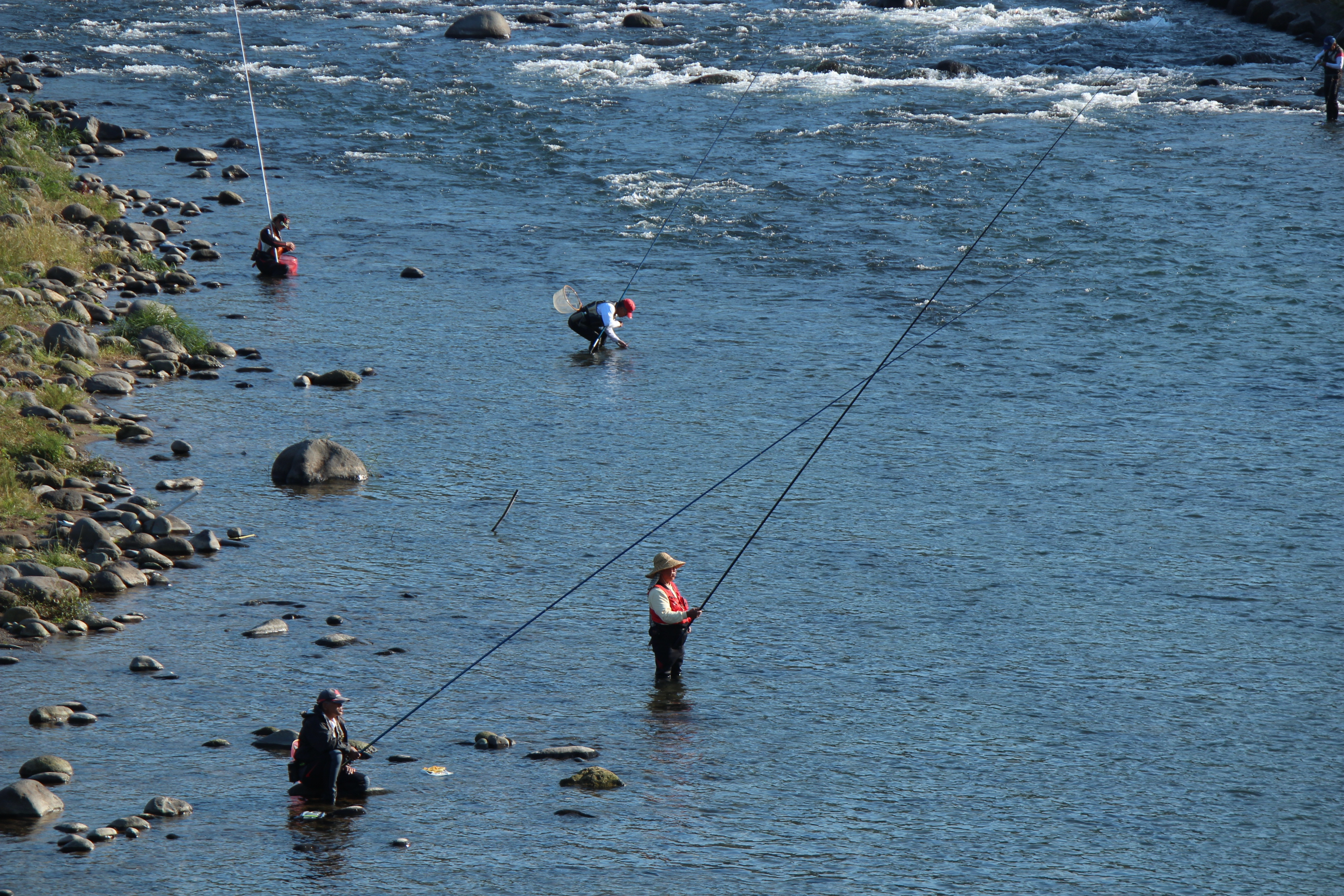
Pescatori giapponesi

La tenkara (テンカラ? letteralmente "dal cielo") è un'antica tecnica di pesca con la mosca, praticata in Giappone già da alcuni secoli, che utilizza solo una canna, una lenza e un'esca. Semplice ed efficace, si presta in particolare alla pesca in piccoli corsi d'acqua. È simile alla tecnica sviluppata in Italia detta "valsesiana" anche se ne differisce per alcuni particolari rilevanti come l'uso di un singolo artificiale nella tenkara e di un "trenino di artificiali" nella pesca valsesiana.
La tenkara era in gran parte sconosciuta fuori dal Giappone fino alla fine degli anni 2000. Ad esempio, negli Stati Uniti essa fu introdotta e resa popolare a partire dal 2009, per opera della compagnia Tenkara USA, fondata da Daniel Galhardo.

## Origini

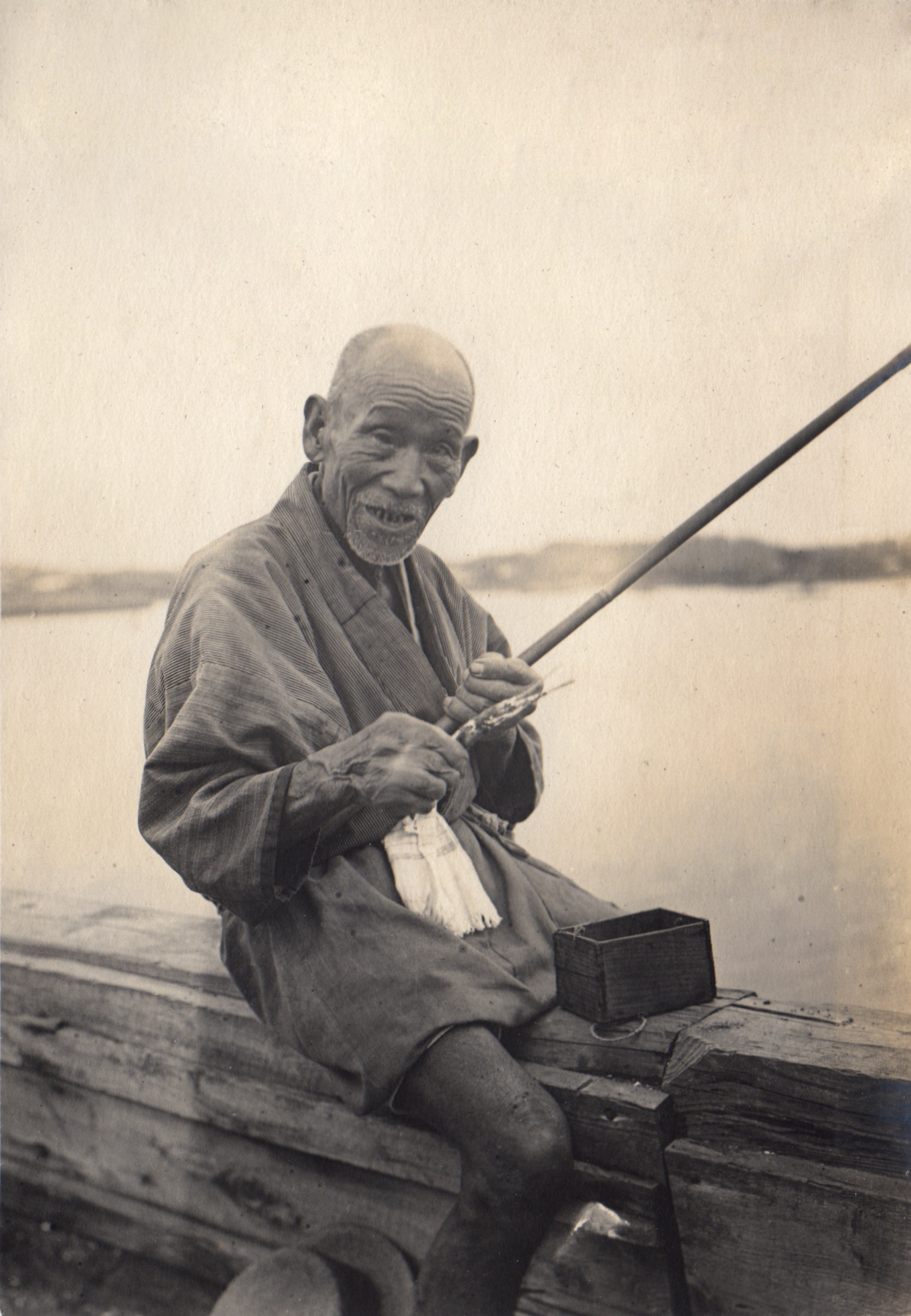
Vecchio pescatore giapponese, 1914 (foto di Elstner Hilton)

La pesca tenkara ebbe origine in Giappone almeno 200 anni fa. Il primo riferimento alla pesca con la mosca tenkara si trova in un libro del 1878 intitolato Diary of climbing Mt. Tateyama ("diario della scalata del Monte Tateyama"), scritto da Ernest Mason Satow, un abile linguista e diplomatico britannico durante il periodo della prima modernizzazione del Giappone. La pesca con la mosca tenkara si sviluppò tra i pescatori professionisti tra i torrenti di montagna del Giappone, che la trovarono un metodo efficace per pescare i pesci locali, come yamame (salmone giapponese), iwana (salmerino dalle macchie bianche) e amago (salmone masu dalle macchie rosse).
In origine la canna era una semplice canna di bambù o di giunco, che veniva tagliata e trattata, ma diversamente dalle attuali canne da pesca di bambù occidentali, quelle giapponesi non erano "fabbricate" (cioè divise e rincollate insieme). Inoltre, diversamente dalla tradizione occidentale della pesca con la mosca, dove i cannisti usavano pesanti canne di legno, in Giappone i cannisti usavano sempre il bambù, che è prontamente disponibile e molto leggero. Grazie al loro peso leggero, i cannisti giapponesi potevano usare canne di bambù molto lunghe e arrivare fin dove necessario senza bisogno di sviluppare i mulinelli per le canne corte inventati in occidente.

## Attrezzatura e tecnica
La canna telescopica, molto leggera (attorno ai 100 grammi) e flessibile, in fibra di vetro o di carbonio (un tempo: bambuseae) ha una lunghezza variabile e dipendente dall'utilizzo, da poco meno di 3 a poco più di 4 metri. Una volta richiusa misura circa mezzo metro.
La lenza è un filo di fluorocarbon (un tempo: crine di cavallo) che può avere diametro decrescente (tapered line) o costante (level line) e dalla lunghezza uguale, inferiore o superiore a quella della canna. Lunghezze esasperate vengono comunque generalmente poco usate poiché, vista l'assenza del mulinello, costringono al recupero del pesce con la lenza in mano. Alla lenza vera e propria è collegato un finale di nylon o fluorocarbonio di lunghezza variabile da 1 a 1,5 m.
L'esca, chiamata "kebari", riproduce artificialmente attorno all'amo gli insetti che nascono, si sviluppano, si riproducono e muoiono nell'ambiente acquatico. Tradizionalmente non si tratta di imitazioni esatte degli insetti presenti, ma di "forme d'insieme" atte a rappresentare un generico insetto.
La lenza è collegata direttamente all'estremità della canna e prolungata da una punta in nylon o fluorocarbon (un tempo seta) alla quale viene attaccata la mosca. A differenza della pesca con la mosca tradizionale non sono presenti mulinello e coda di topo. Lunghezza e flessibilità della canna e leggerezza della lenza permettono di eseguire una vasta gamma di presentazioni possibili della mosca al pesce in maniera molto naturale anche in presenza di forti correnti.